# جورنال آو ارگانیک کمیستری
ژورنال آو اورگانیک کمیستری (به انگلیسی: Journal of Organic Chemistry) یا مجلهٔ شیمی آلی نشریه‌ای علمی در زمینه شیمی آلی با داوری همتا است که توسط انجمن شیمی آمریکا منتشر می‌شود.